# Eduard Rottmanner
Eduard Rottmanner (Múnic, 2 de setembre de 1809 - Espira, 4 de maig de 1843) fou un organista i compositor alemany.
Va ser deixeble d'en Ertt i en Loehle, entrant molt jove com a tenor en la Capella de la cort, després fou organista de la Congregació dels burgesos i, finalment, el 1839 se'l nomenà organista de la catedral d'Espira, càrrec que desenvolupava al morir a l'edat de 34 anys.
Les seves obres principals són: dues Misses a 4 veus amb acompanyament d'orgue; una Missa a 6 veus; dos càntics de vigílies, de grans proporcions; un Rèquiem; dos Stabat Mater; un Salve Regina: un Magnificat; un Avemaria a 4 veus amb instruments d'arc, orgue i dos cors, himnes, motets i cants nacionals de la Grècia moderna.